# Ԗ
Ԗ, ԗ (лигатура РХ; в Юникоде называется рха) — буква расширенной кириллицы, использовавшаяся в мокшанском языке.

## Использование
Была впервые использована в мокшанском букваре З. Ф. Дорофеева, в 1924 году была введена в официальный мокшанский алфавит, но уже в 1927 году упразднена и заменена на диграф рх (а её палатализованный вариант ԗь — на рьх). Этот вариант алфавита в практически неизменном виде используется и сейчас.  
В проекте латиницы 1932 года вместо ԗ использовался диграф rx, однако развития этот алфавит не получил. Буква обозначала глухой сонант [r̥].